# Bécsi kapu tér
Bécsi kapu tér est une petite place située dans le quartier du château, dans le 1er arrondissement de Budapest. La porte de Vienne permet d'accéder à partir de Széll Kálmán tér à la vieille ville de Buda. On y trouve le Temple évangélique de Budavár et les Archives nationales hongroises.
La Vigne de Bécsi kapu tér est classée comme monument naturel. 